# Dendranthema ornatum
Dendranthema ornatum là một loài thực vật có hoa trong họ Cúc. Loài này được (Hemsl.) Kitam. mô tả khoa học đầu tiên năm 1978.